# Rokîtna Sloboda, Ivankiv
Rokîtna Sloboda (în ucraineană Рокитна Слобода) este un sat în comuna Șpîli din raionul Ivankiv, regiunea Kiev, Ucraina.

## Demografie
Componența lingvistică a localității Rokîtna Sloboda
     Ucraineană (95,77%)
     Rusă (2,82%)
     Română (1,41%)
Conform recensământului din 2001, majoritatea populației localității Rokîtna Sloboda era vorbitoare de ucraineană (95,77%), existând în minoritate și vorbitori de rusă (2,82%) și română (1,41%).

## Galerie

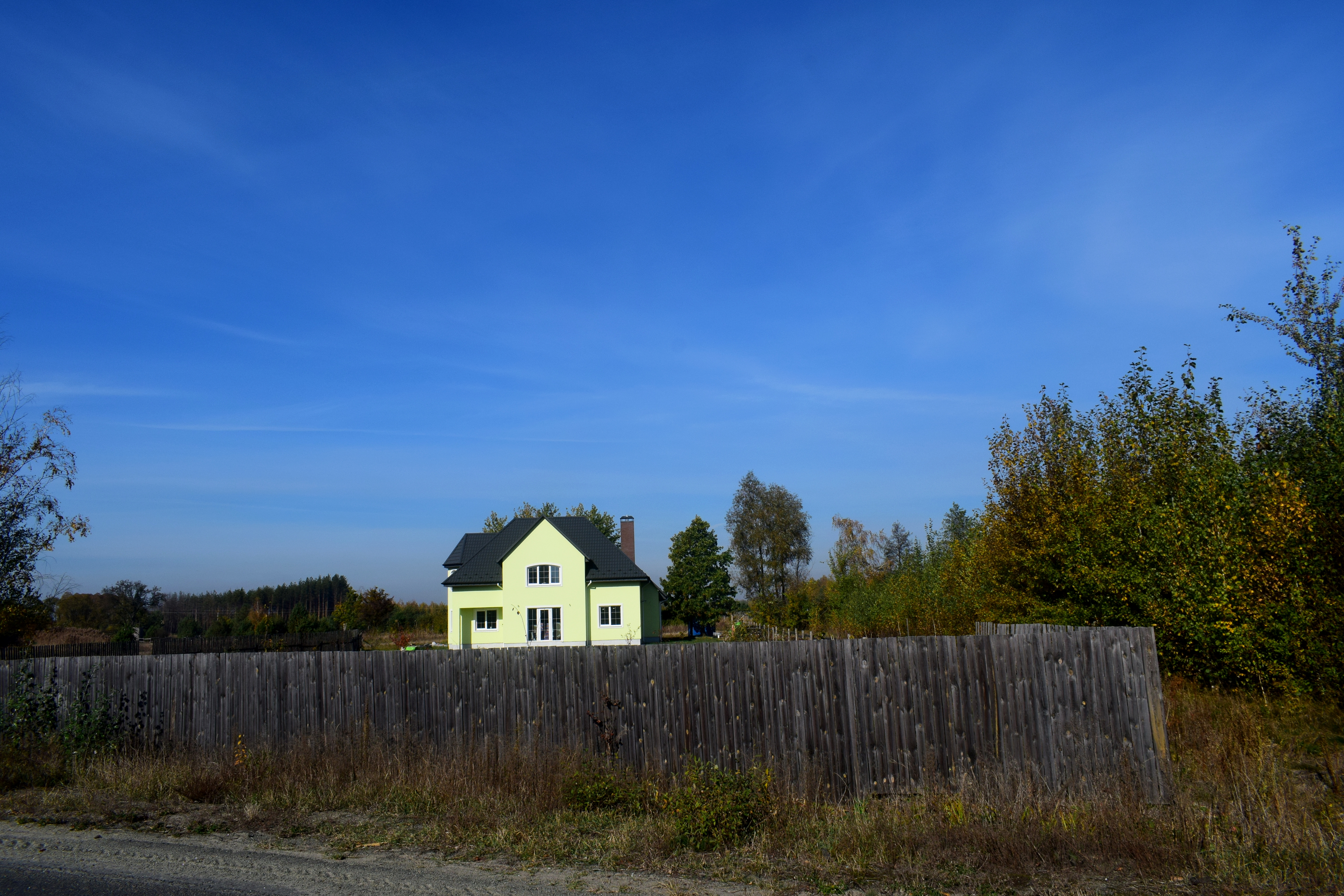
Clădire rezidențială
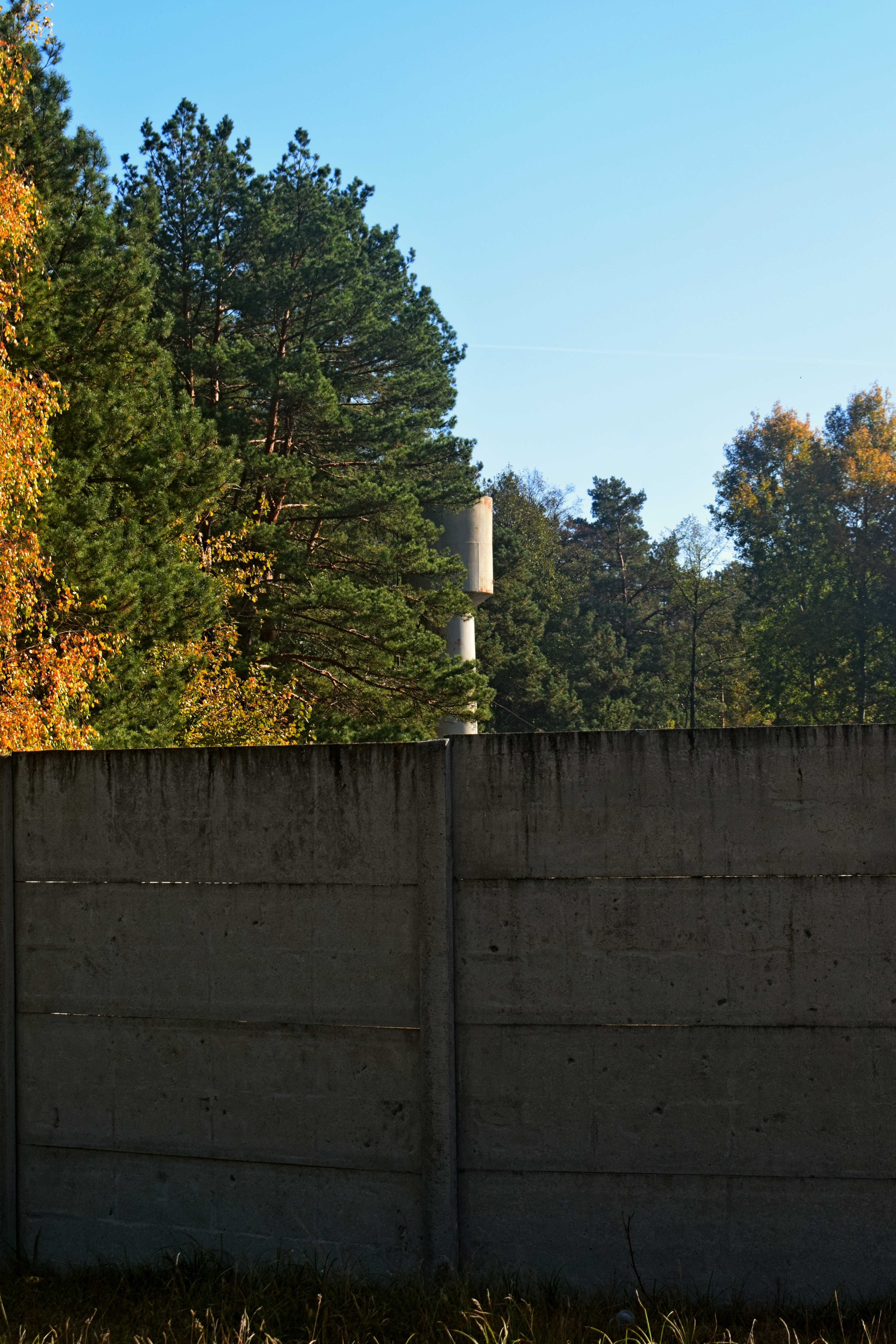
Castel de apă
Baltă
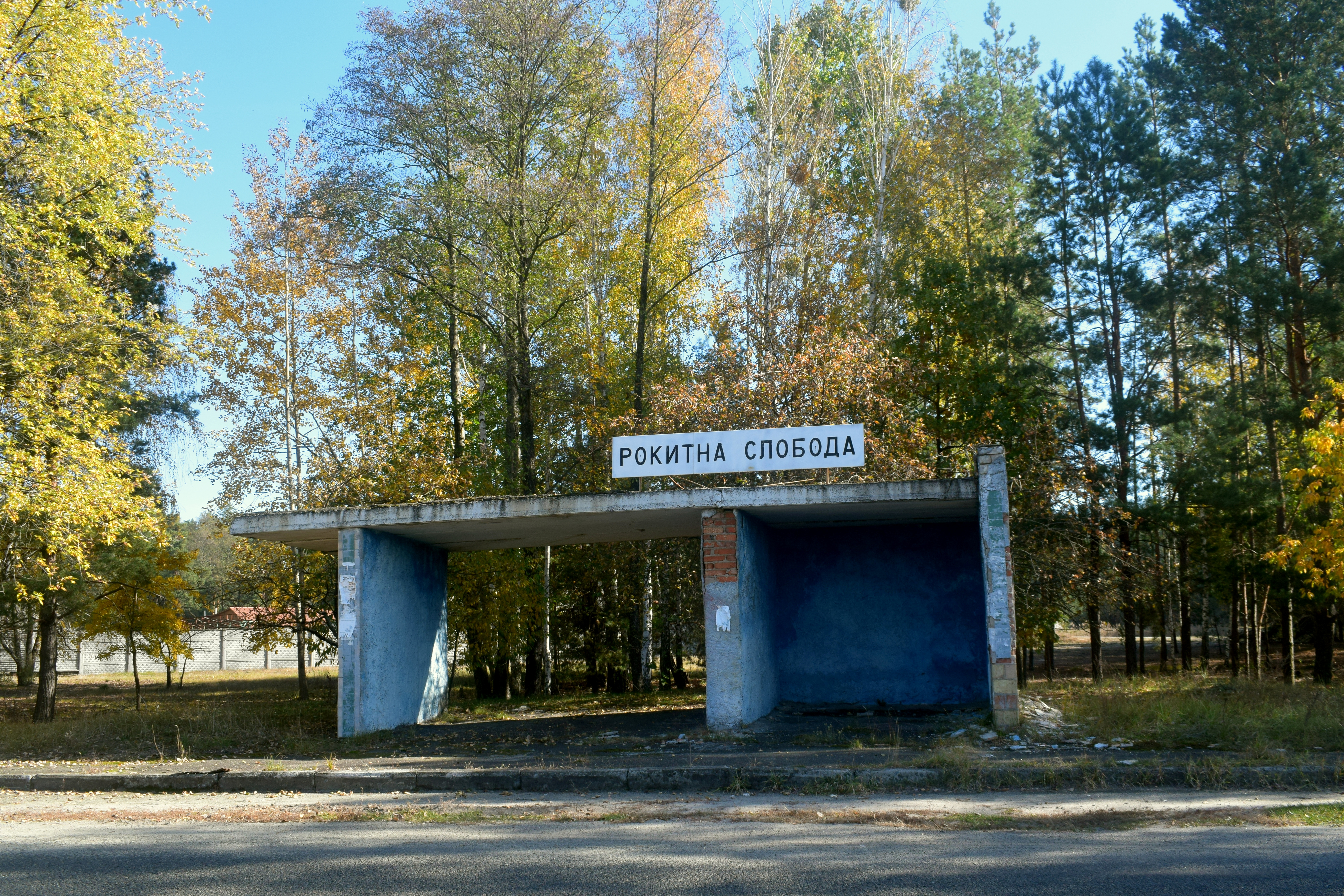
Stația de autobuz